# Randy Edwini-Bonsu
Randy Edwini-Bonsu (Kumasi, 20 aprile 1990) è un ex calciatore ghanese naturalizzato canadese, di ruolo attaccante.

## Carriera

### Club
La sua carriera da calciatore professionista inizia quando nel 2008 milita per le giovanili del Vancouver Whitecaps, squadra canadese. Dopo alcuni anni viene acquistato, esattamente nel 2011, dall'AC Oulu, squadra che milita nel Veikkausliiga, il massimo campionato di calcio finlandese. Dopo alcune partite viene acquistato dall'Eintracht Braunschweig squadra militante in 2. Fußball-Bundesliga. Nella stagione 2012-2013 conduce la sua squadra alla promozione in Bundesliga.

### Nazionale
Dal 2010 al 2015 milita nella nazionale canadese collezionando complessivamente 10 presenze e 1 gol.